# The Beach Boys Today!
The Beach Boys Today! je osmi album ameriške glasbene skupine The Beach Boys. Izšel je leta 1965 pri založbi Capitol Records.

## Seznam skladb
1. "Do You Wanna Dance?" - 2:19
2. "Good to My Baby" - 2:16
3. "Don't Hurt My Little Sister" - 2:07
4. "When I Grow Up (To Be a Man)" - 2:01
5. "Help Me, Ronda" - 3:10
6. "Dance, Dance, Dance" - 1:59
7. "Please Let Me Wonder" - 2:45
8. "I'm So Young" - 2:30
9. "Kiss Me, Baby" - 2:35
10. "She Knows Me Too Well" - 2:27
11. "In the Back of My Mind" - 2:07
12. "Bull Session with the 'Big Daddy'" - 2:10